# De catholicae Ecclesiae unitate
De catholicae Ecclesiae unitate è un'opera scritta intorno al 251 (quasi contemporanea al De lapsis) da Tascio Cecilio Cipriano, Padre della Chiesa, indirizzata ai capi delle Chiese. In essa san Cipriano formula una propria concezione della Chiesa, da lui vista come novella arca di Noè o come sponsa Christi.
L'opera, scritta in occasione della persecuzione di Decio, quando la comunità ecclesiale doveva far fronte alla questione dei lapsi, è così strutturata:
- cc. 1-3: introduzione
- cc. 4-9: unità come carattere fondamentale della Chiesa
- cc. 10-19: natura dell'eresia e dello scisma
- cc. 20-22: soluzione del problema dei confessori
- cc. 23-27: conclusione

Del capitolo 4 sono rimaste due redazioni: primatus textus (più breve) e textus receptus. Il primo è considerato un falso della cancelleria papale composto nel periodo tra papa Pelagio I e Pelagio II in quanto contiene affermazioni che giustificano il primato del vescovo di Roma, assenti nel textus receptus.
| Controllo di autorità | VIAF (EN) 258614787 · J9U (EN, HE) 987007422694405171 |